# 2007 JF45
2007 JF45 ist ein großes transneptunisches Objekt im Kuipergürtel, das bahndynamisch als Plutino eingestuft wird. Aufgrund seiner Größe gehört der Asteroid zu den Zwergplanetenkandidaten.

## Entdeckung
2007 JF45 wurde am 12. Mai 2007 von einem Astronomenteam am Palomar-Observatorium (Kalifornien) entdeckt. Die Entdeckung wurde am 15. Juli 2016 nach der Bestätigung durch das Pan-STARRS-Teleskop (Maui) von B. Gibson, T. Goggia, N. Primak, A. Schultz und M. Willman bekanntgegeben.
Der Beobachtungsbogen des Planetoiden beginnt mit der offiziellen Entdeckungsbeobachtung am 12. Mai 2007. Bisher wurde der Planetoid nur durch das Pan-STARRS- und das Palomar-Observatorium beobachtet. Im September 2018 lagen insgesamt 225 Beobachtungen über einen Zeitraum von 12 Jahren vor. Die bisher letzte Beobachtung wurde im Mai 2018 auch wieder am Pan-STARRS-Teleskop durchgeführt. (Stand 27. März 2019)

## Eigenschaften

### Umlaufbahn
2007 JF45 umkreist die Sonne in 249,71 Jahren auf einer leicht elliptischen Umlaufbahn zwischen 36,24 AE und 43,07 AE Abstand zu deren Zentrum. Die Bahnexzentrizität beträgt 0,086, die Bahn ist 11,01° gegenüber der Ekliptik geneigt. Derzeit ist der Planetoid 39,60 AE von der Sonne entfernt. Das Perihel durchlief er das letzte Mal 1960, der nächste Periheldurchlauf dürfte also im Jahre 2210 erfolgen.
Marc Buie (DES) klassifiziert den Planetoiden als Plutino (2:3-Resonanz mit Neptun), während vom Minor Planet Center keine spezifische Einstufung existiert; letzteres führt ihn als Nicht-SDO und allgemein als „Distant Object“.

### Größe
Derzeit wird von einem Durchmesser von 315 km ausgegangen, basierend auf einem Rückstrahlvermögen von 8 % und einer absoluten Helligkeit von 5,9 m. Ausgehend von diesem Durchmesser ergibt sich eine Gesamtoberfläche von etwa 312.000 km². Die scheinbare Helligkeit von 2007 JF45 beträgt 22,10 m.
Da es denkbar ist, dass sich 2007 JF45 aufgrund seiner Größe im hydrostatischen Gleichgewicht befindet und somit weitgehend rund sein könnte, erfüllt er möglicherweise die Kriterien für eine Einstufung als Zwergplanet. Mike Brown geht davon aus, dass es sich bei 2007 JF45 um vielleicht einen Zwergplaneten handelt.
| Jahr                                         | Abmessungen km | Quelle   |
| -------------------------------------------- | -------------- | -------- |
| 2018                                         | 293,0          | Johnston |
| 2018                                         | 315,0          | Brown    |
| Die präziseste Bestimmung ist fett markiert. |                |          |